# Jean Fréchaut
Jean Fréchaut est un ancien coureur cycliste français, né le 19 septembre 1914 à Béguey (Gironde). Il est mort le 17 avril 2012 à l'âge de 97 ans à Nice. Il vivait à Vence dans les Alpes-Maritimes où il s'était retiré depuis 1964 pour passer une retraite paisible.
Son souvenir est commémoré tous les ans au cours d'une épreuve cyclosportive organisée mi Mai : La Vençoise - Souvenir Frechaut.

## Biographie
Il devient professionnel en 1937 et le reste jusqu'en 1946.

## Palmarès
- 1933
  - 3e du Circuit de la Chalosse
- 1934
  - Bordeaux-Périgueux
- 1935
  -  Champion de France des aspirants
  - Bordeaux-Angoulême
- 1936
  - Circuit du Maine-et-Loire
  - Bordeaux-Angoulême
- 1937
  - 2e étape du GP Wolber indépendants
  - 10e du Tour de France
- 1938
  - 9e, 12e et 17eb étapes du Tour de France
  - 1re étape du Tour du Sud-Ouest
  - 3e du Grand Prix d'Europe
  - 7e de Paris-Roubaix

## Résultats sur le Tour de France
3 participations
- 1937 : 10e
- 1938 : 18e, vainqueur des 9e, 12e et 17eb étapes
- 1939 : abandon (15e étape)